# Heteromysis
Heteromysis (лат.) — род ракообразных семейства Mysidae из отряда Мизиды. Один из крупнейших родов мизид, насчитывающий более 100 видов. Распространен во всём мире, но преимущественно в тропических и субтропических водах.

## Распространение и экология
Космополиты. Встречаются повсеместно: умеренные, субтропические и тропические моря Мирового океана. В основном сосредоточен в тропических и субтропических водах.
Исключительно морские виды. Обычно на мелководье. Комменсалы различных беспозвоночных: губки, кораллы, гидроиды, раки-отшельники, головоногие моллюски. Некоторые виды были зарегистрированы как факультативные комменсалы, также населяющие прилегающие донные субстраты.

## Описание
Название рода Heteromysis происходит от греческого heteros, означающего «разные», и названия типового рода Mysis. Это род морских ракообразных-мизид (креветки-опоссумы) из семейства Mysidae, связанных с различными мелководными беспозвоночными. Название описывает дифференциацию его переопод (грудных придатков) как возможную адаптацию к комменсальному образу жизни. Heteromysis — один из крупнейших родов мизид, насчитывающий более 100 видов. Род распространен во всём мире, но преимущественно в тропических и субтропических водах.
Представители рода отличаются от других мизид следующими признаками: глаза с роговицей, занимающей всю ширину дистальной части стебля; эндоподит 3-го переопода с увеличенными дистальными сегментами. Брюшко без развитой плевры. Тельсон с апикальной щелью, выстланной зубчиками. Чешуйки усиков находятся со всех сторон; плеоподы рудиментарные у обоих полов. Пенис длинный, цилиндрической формыПервый переопод (ходильная нога) имеет хорошо развитый экзопод (внешняя ветвь), карпопроподы эндопода (внутренняя ветвь) с 3-й по 8-ю ветвь переопод делится на подсегменты, и на эндоподе уропод (задних придатках) есть статоцисты.

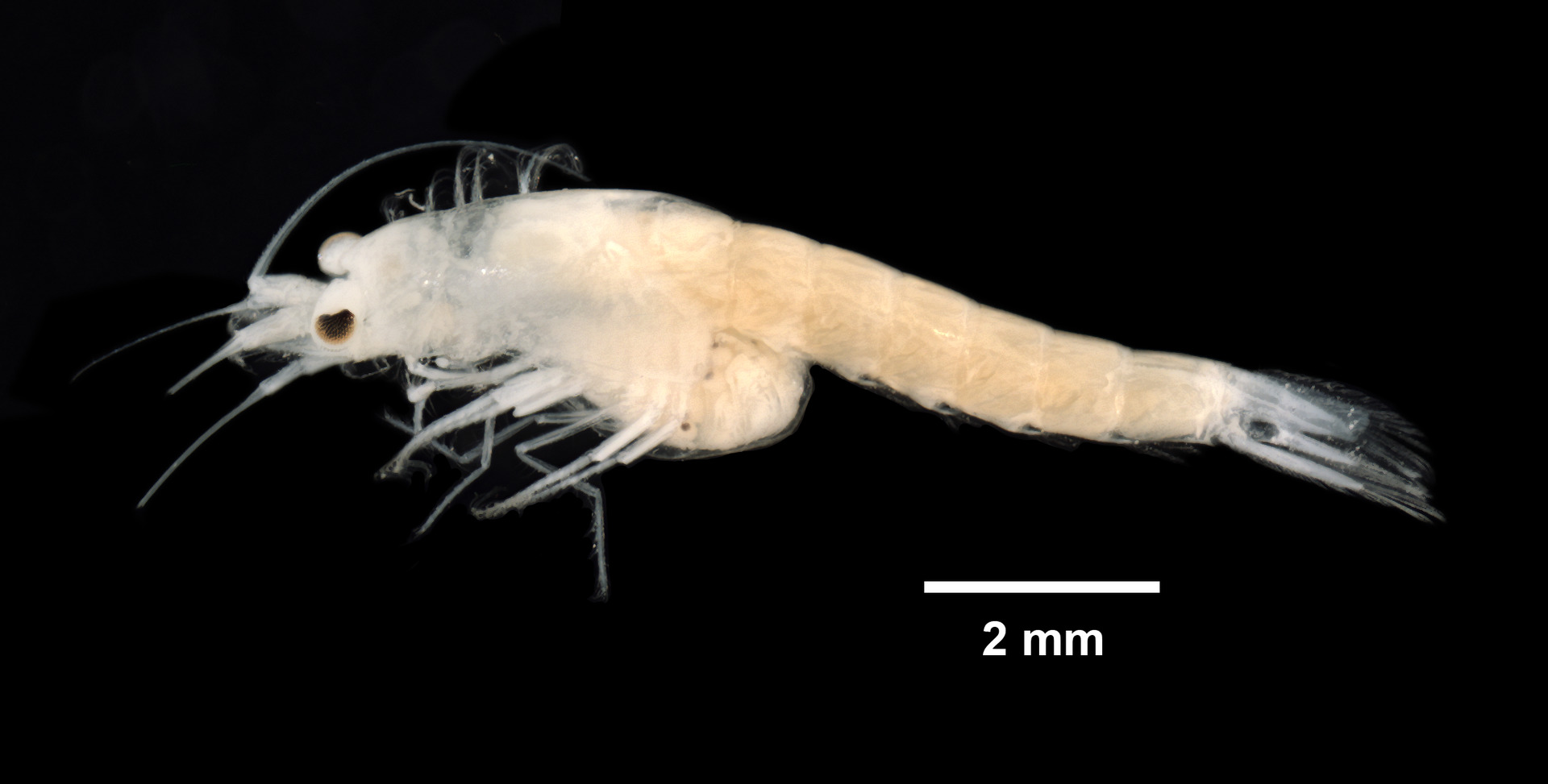
Heteromysis formosa
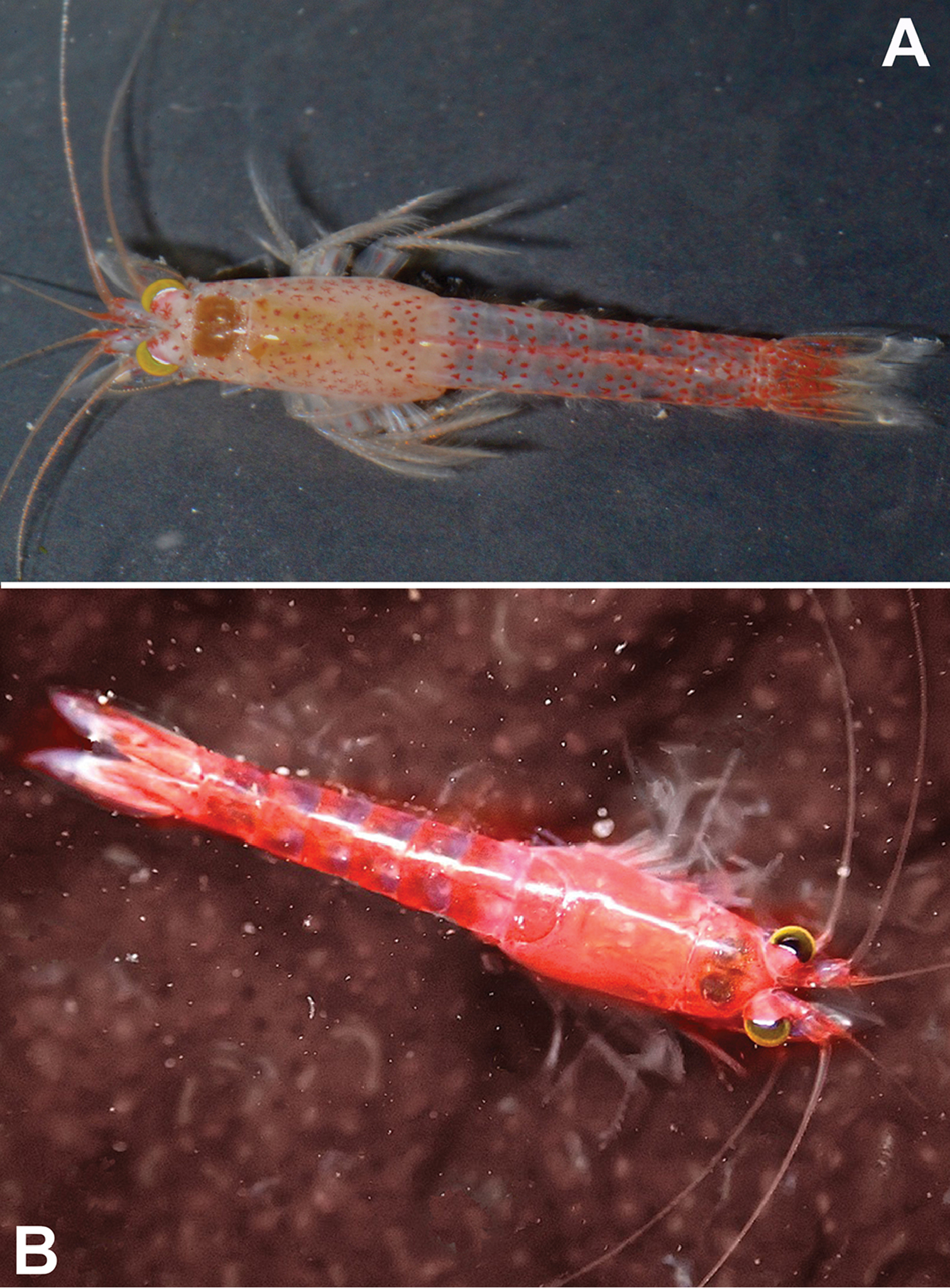
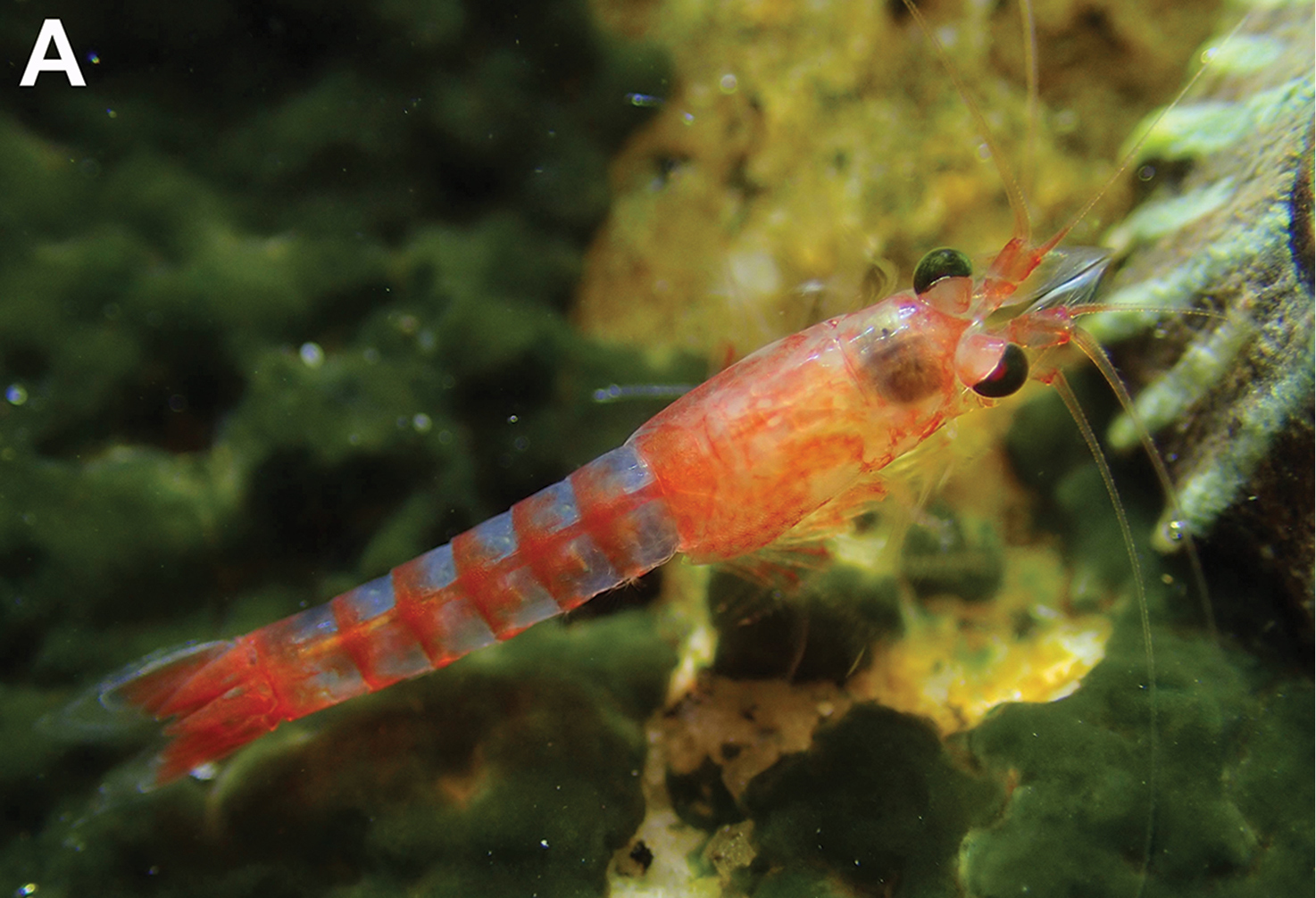
Heteromysis octopodis

## Классификация
Известно около 100 видов в 4 подродах.
Род Heteromysis был впервые выделен в 1873 году американским зоологом Сиднеем Ирвингом Смитом (1843–1926)  и включает литоральные и прибрежные виды с длиной тела от 3 мм до 11 мм.
- Heteromysis abednavandii[11]
- Heteromysis abrucei
- Heteromysis actiniae
- Heteromysis agelas
- Heteromysis arianii
- Heteromysis armoricana
- Heteromysis atlantidea
- Heteromysis australica
- Heteromysis beetoni
- Heteromysis bermudensis
- Heteromysis bredini
- Heteromysis brucei
- Heteromysis cancelli[6]
- Heteromysis cocoensis[12]
- Heteromysis communis
- Heteromysis coralina
- Heteromysis cyanogoleus
- Heteromysis dentata
- Heteromysis digitata
- Heteromysis dispar
- Heteromysis disrupta
- Heteromysis domusmaris[13][14]
- Heteromysis eideri
- Heteromysis elegans
- Heteromysis essingtonensis
- Heteromysis filitelsona
- Heteromysis floridensis
- Heteromysis formosa
- Heteromysis fosteri[6]
- Heteromysis gerlachei
- Heteromysis gomezi
- Heteromysis gracilis
- Heteromysis guitarti
- Heteromysis gulfarii[15]
- Heteromysis gymnura
- Heteromysis harpax
- Heteromysis harpaxoides
- Heteromysis heronensis
- Heteromysis hopkinsi
- Heteromysis hornimani[16]
- Heteromysis inflaticauda
- Heteromysis japonica
- Heteromysis keablei[3]
- Heteromysis kensleyi
- Heteromysis korntalensis[15]
- Heteromysis murrayae[3]
- Heteromysis kossmanni
- Heteromysis kushimotoensis
- Heteromysis longiloba
- Heteromysis lybiana
- Heteromysis macrophthalma
- Heteromysis macropsis
- Heteromysis mariani
- Heteromysis maxima
- Heteromysis mayana
- Heteromysis meenakshiae
- Heteromysis mexicana
- Heteromysis microps
- Heteromysis minuta
- Heteromysis muelleri
- Heteromysis mureseanui
- Heteromysis nomurai
- Heteromysis norvegica
- Heteromysis nouveli
- Heteromysis octopodis[6]
- Heteromysis odontops
- Heteromysis pacifica
- Heteromysis panamaensis
- Heteromysis proxima
- Heteromysis quadrispinosa
- Heteromysis riedli
- Heteromysis rubrocincta
- Heteromysis sexspinosa
- Heteromysis schoenbrunnensis[15]
- Heteromysis siciliseta
- Heteromysis singaporensis
- Heteromysis sixi[16]
- Heteromysis smithsoniana[16]
- Heteromysis spinosa
- Heteromysis spottei
- Heteromysis stellata
- Heteromysis tasmanica
- Heteromysis tattersalli
- Heteromysis tenuispina
- Heteromysis tethysiana
- Heteromysis thailandica
- Heteromysis tuberculospina
- Heteromysis waikikensis[16]
- Heteromysis waitei
- Heteromysis xanthops
- Heteromysis zeylanica